# De Vaulx

Wapen van de familie de Vaulx

De Vaulx was een Zuid-Nederlandse adellijke familie, voornamelijk in de provincie Namen en Luxemburg gevestigd.

## Geschiedenis
De laatste heren van Vaulx onder het ancien régime waren:
- François de Vaulx (1660-1714), x Marie Petit († 1754).
  - Charles de Vaulx (1703-1778), x Marie-Catherine de Maucour (1706-1770).
    - Jean-Gabriel de Vaulx († 1798), x Marie de Marchin (1744-1800).
      - Charlemagne de Vaulx (zie hieronder).

  - Jean-Gabriel de Vaulx (1707-1753), x Marie-Josèphe de Jacquier († 1741).
    - Charles-Gabriel de Vaulx (zie hieronder).

## Charlemagne de Vaulx
Charlemagne Hyacinthe Ferdinand de Vaulx de Bleid (Bleid, 17 februari 1784 - Chalandry, ca. 1820) was officier in het Franse leger onder het keizerrijk. Hij werd in 1816, onder het Verenigd Koninkrijk der Nederlanden, erkend in de erfelijke adel en benoemd in de Ridderschap van de provincie Luxemburg.
Hij trouwde met zijn nicht Marie-Reine de Vaulx, dochter van ingenieur François-Ernest de Vaulx, heer van Nafraiture, en van Marie-Jeanne de Raguet. Zijn vrouw was weduwe van graaf Charles de Raguet de Briancon. Het huwelijk bleef kinderloos.

## Charles-Gabriel de Vaulx
- Charles-Gabriel de Vaulx de Champion (Oisy, 21 november 1740 - Emptinne, 4 juni 1821) was onder het ancien régime heer van Achy en Emptinne, lid van de Tweede stand van de provincie Namen. In 1816, onder het Verenigd Koninkrijk der Nederlanden, werd hij erkend in de erfelijke adel en benoemd in de Ridderschap van de provincie Namen. Hij bezat ook het kasteel van Champion. Hij trouwde in 1760 met Marie-Dieudonnée de Sire (Gozée, 1734 - Dinant, 1785) en ze kregen zeven kinderen.
  - Charles de Vaulx de Champion (Emptinne, 30 december 1762 - 26 januari 1825) was officier bij de 'Gardes Wallonnes', lid van de Provinciale Staten van Namen en burgemeester van Emptinne. Hij werd in 1816 samen met zijn vader erkend in de erfelijke adel met de persoonlijke titel baron en benoemd in de Ridderschap van Namen. Hij trouwde in 1797 met Marguerite Renson (1758-1802) en hertrouwde in 1803 met Henriette de Liedekerke-Beaufort (1767-1843). Uit het tweede huwelijk had hij vier kinderen.
    - Perpète Gustave de Vaulx (1810-1875), burgemeester van Schaltin, trouwde met Caroline de Saint-Hubert (1812-1865) en vervolgens met Henriette Mosty (1842-1903), met zes kinderen uit het eerste en een zoon uit het tweede bed.
      - Charles de Vaulx (1843-1915) werd vrederechter in Bouillon en trouwde met Adèle Anciaux (1847-1919). Ze kregen zeven kinderen.
        - Charles de Vaulx (1876-1955) trouwde met Zoé de Doetinghem (1869-1938). Ze hadden drie kinderen die zeer jong stierven. De familie doofde uit bij zijn dood. De laatste naamdraagster was zijn zus, Cecile de Vaulx, die in 1961 overleed.